# 極級必勝
極級必勝（日語：ウイングレイテスト），是日本現役純種競賽馬匹。目前主要勝利有2023年天鵝錦標。

## 出賽前
2017年3月31日出生於北海道新冠町Cosmo View牧場，成長途中於牧場負責人岡田繁幸之子岡田義廣管理的一口馬主俱樂部Win Co. Ltd.進行馬主募集。
其後交由美浦訓練中心練馬師畠山吉宏訓練。

## 競賽生涯

### 2歲
2019年6月23日出戰東京競馬場2歲新馬戰，比賽初段維持在中團附近下在直路開始殺上，但未能壓制前方透出的莎安娜下以第二落敗。
其後增程出戰2歲未勝利戰，保持在有利位置下在直路初段經已取得領先，最終力壓追擊的Cosmo Taishi取得首勝。
11月9日首度出戰分級賽每日盃兩歲錦標，選擇維持在約莫第九附近的位置推進，在直路上從內欄位置開始加速，但最終被最內欄的Red Bel Jour拉開下以第二落敗。
年末選擇以朝日盃未來錦標，在第五、六附近展開推進下最終未能保持走勢，以第九的戰績落敗。

### 3歲
2020年以獵鷹錦標作為年度首戰，保持在中團附近追走下在直路稍為加速，最終僅跑獲第六的戰績。
4月出戰新西蘭盃，本次比賽稍為墮後下選擇在中團靠後位置推進，在彎道處抽出大外檔準備加速。進入直路後，其繼續維持不俗的衝刺力向前迫近，最終僅敗於Luftstrom及Season's Gift取得第三。
其後按照計劃出戰NHK一哩賽，再度以後上戰術展開之下在直路僅能展現些少加速力，最終無法扭轉局面以第七落敗。
完成NHK一哩賽後前往放草，在秋季以班賽作為目標，但在三場賽事中均未取勝，最佳戰績為第二。

### 4歲
2021年繼續以各項班賽作為主軸，然而稍為欠缺運氣下一直無法取勝，在其中取得一次亞軍及兩次季軍。

### 5歲
2022年年初在若潮錦標取得第二後，在於節分錦標以第三完賽。
於夏季賽期中，其仍然未能勝出任何賽，在阿武隈錦標及長岡錦標分別取得第二及第七，秋季以彩虹錦標作為起動戰亦僅跑獲第五。
12月出戰紅葉錦標，本次比賽其保持在第三附近的先頭位置，在直路上展現優勢的加速力下逐步透出，最終亦能在和Aoi Shingo及心弦列車的纏鬥中取得上風，以頭位差距取得時隔3年3個月的勝利。
年末乘勢出戰表列賽十二月錦標，在先頭有利位置推進下在最後彎道開始加速取位，但在直路上未能追上Shonan Magma及再被櫻花永放超越，最終以第三完賽。

### 6歲
2023年首戰仍然為表列賽新年錦標，比賽初段因在內欄位置出閘迅速而乘勢領放，在比賽後段仍然未有力弱的姿態，最終成功阻止外檔突圍的櫻花永放以頸位優勢取得第三勝。
其後出戰時隔2年9個月的分級賽小倉大賞典，在比賽初段維持在約莫第六的位置，但未能順利上前下僅維持均速以第六完賽，在4月1日的打吡公爵挑戰盃亦以上次方式跑獲第五。
6月17日出戰米子錦標，初段進佔第三、四附近的先頭位置下逐步推進，但在直路上被其他對手壓制取得第四。
7月23日繼續挑戰中京紀念，本次稍為修正跑法保持在中團的位置，在直路上沿着中檔跑線開始加速，最終展現些少速度下以第四完賽。
入秋後選擇9月10日的京成盃秋季讓賽，保持在先頭第二的位置推進下在彎道處開始發力，直路初段越過領放的花崗石一度取得領先，但在終點前被衝出的神志勇進超越以頸位差距落敗。
10月28日出戰天鵝錦標，本次比賽再度選擇保持在前方位置，以穩定步速保持在第二附近。進入直路後，其迅速進入狀態並開始加速，最終取得領先下成功阻止在後方迫近的嬌倩及樂桃源之攻勢，取得首個分級賽冠軍。
放棄一哩冠軍賽下在年末出戰阪神盃，縱然於大外檔起步，但其仍然選擇內閃並進行領放，但在最後100米轉趨力弱下以第八落敗。

### 7歲
2024年年初選擇遠征沙特阿拉伯出戰1351草地短途錦標，保持在先行位置下於直路初段首位透出和其他賽駒並排，但最終被雁南飛、嬌倩及題名壓制下取得第四。
其後原定以轉戰阿聯酋之高多芬一哩賽作為計劃，但最終未有前往並返回日本。
休養過後原先安排以5月11日的京王盃春季錦標本年度國內首戰，但狀態不佳下改為6月的函館短途錦標。比賽開始後，其在先頭第三附近的位置展開推進，一直以沉穩姿態推進下在直路開始加速取得領先，但仍然被里見夢境超越取得第二。
7月下旬縮程挑戰1000米直路賽事夏季短途錦標，在第五附近逐步推進下於末段透出，可惜最後一步被享有負磅優勢的魔族美妙壓過，連續第二場賽事取得亞軍。
秋季以短途戰線作為目標，但在短途馬錦標中以第十四大敗，在年末的阪神盃亦取得第十七。

### 8歲
2025年首戰為海洋錦標，時隔3年10個月再度夥拍橫山武史下在先頭部隊之中前進，最終衝勢不俗僅敗於大海女神及巨星配對取得第三。
然而其後未能保持優勢，在高松宮紀念中以第十六大敗，夏季再度出戰函館短途錦標取得第十一。
本年度夏季繼續出戰夏季短途錦標，比賽初段留守在中團偏前位置下穩步推進，於中段開始加速上前取位。在中後段位置，其在內欄位置成功突圍並以不俗的反應繼續衝刺，但最終仍然敗於中檔衝刺的純魔法及被外側的竹園飛劍壓制，以第三的戰績完賽。

### 詳細賽績
| 日期       | 舉辦國家   | 馬場     | 距離   | 級別 | 賽事名稱         | 負重 | 騎師     | 馬號 | 出馬 | 名次 | 時間     | 頭馬（二馬）     |
| ---------- | ---------- | -------- | ------ | ---- | ---------------- | ---- | -------- | ---- | ---- | ---- | -------- | ---------------- |
| 23/06/2019 | 日本       | 東京     | 草1600 |      | 2歲新馬          | 54   | 松岡正海 | 15   | 16   | 2    | 1:36.7   | 莎安娜           |
| 14/07/2019 | 日本       | 福島     | 草1800 |      | 2歲未勝利        | 54   | 松岡正海 | 3    | 15   | 1    | 1:52.2   | （Cosmo Taishi） |
| 09/11/2019 | 日本       | 京都     | 草1600 | GII  | 每日盃兩歲錦標   | 55   | 松岡正海 | 10   | 11   | 2    | 1:34.7   | Red Bel Jour     |
| 15/12/2019 | 日本       | 阪神     | 草1600 | GI   | 朝日盃未來錦標   | 55   | 松岡正海 | 7    | 16   | 9    | 1:34.3   | 戰舞者           |
| 14/03/2020 | 日本       | 中京     | 草1400 | GIII | 獵鷹錦標         | 56   | 文力威   | 1    | 18   | 6    | 1:22.2   | 紅暉熠熠         |
| 11/04/2020 | 日本       | 中山     | 草1600 | GII  | 新西蘭盃         | 56   | 橫山武史 | 16   | 16   | 3    | 1:33.1   | Luftstrom        |
| 10/05/2020 | 日本       | 東京     | 草1600 | GI   | NHK一哩賽        | 57   | 橫山武史 | 18   | 18   | 7    | 1:33.1   | 禮讚歌詠         |
| 03/10/2020 | 日本       | 中山     | 草1600 |      | 秋風錦標         | 55   | 橫山武史 | 15   | 16   | 10   | 1:34.1   | Intermission     |
| 31/10/2020 | 日本       | 東京     | 草1600 |      | 北部玄駒紀念     | 54   | 松岡正海 | 8    | 18   | 2    | 1:33.0   | 三而為一         |
| 29/11/2020 | 日本       | 阪神     | 草1600 |      | 立雲峡錦標       | 56   | 松岡正海 | 6    | 11   | 8    | 1:34.6   | 里見巫師         |
| 23/01/2021 | 日本       | 中山     | 草1800 |      | 初富士錦標       | 55   | 橫山武史 | 6    | 14   | 4    | 1:50.8   | Donna Attraente  |
| 27/02/2021 | 日本       | 中山     | 草1600 |      | 幕張錦標         | 57   | 橫山武史 | 13   | 16   | 6    | 1:32.8   | 紅瑪瑙           |
| 09/05/2021 | 日本       | 東京     | 草1600 |      | 湘南錦標         | 57   | 橫山武史 | 2    | 18   | 17   | 1:34.7   | Hermeticist      |
| 28/08/2021 | 日本       | 新潟     | 草1600 |      | 長岡錦標         | 57   | 田邊裕信 | 3    | 18   | 6    | 1:34.3   | 栗本大賞         |
| 19/09/2021 | 日本       | 中京     | 草1600 |      | 納屋橋錦標       | 57   | 武豐     | 5    | 12   | 3    | 1:35.0   | 常圓滿           |
| 30/10/2021 | 日本       | 東京     | 草1600 |      | 紅葉錦標         | 55   | 武豐     | 3    | 16   | 3    | 1:32.9   | 創奇者           |
| 20/11/2021 | 日本       | 東京     | 草1600 |      | 秋色錦標         | 57   | 松岡正海 | 9    | 17   | 13   | 1:34.3   | Golden Syrup     |
| 28/11/2021 | 日本       | 阪神     | 草1600 |      | 立雲峡錦標       | 55   | 松岡正海 | 6    | 11   | 2    | 1:32.9   | Love You Live    |
| 09/01/2022 | 日本       | 中山     | 草1600 |      | 若潮錦標         | 56   | 松岡正海 | 4    | 13   | 2    | 1:34.3   | A Shin Chiller   |
| 30/01/2022 | 日本       | 東京     | 草1600 |      | 節分錦標         | 57   | 松岡正海 | 2    | 8    | 3    | 1:34.3   | Reframe          |
| 09/07/2022 | 日本       | 福島     | 草1800 |      | 阿武隈錦標       | 56   | 松岡正海 | 15   | 16   | 7    | 1:48.5   | 巧金匠           |
| 27/08/2022 | 日本       | 新潟     | 草1600 |      | 長岡錦標         | 57   | 松岡正海 | 11   | 15   | 2    | 1:33.8   | Wrightia         |
| 18/09/2022 | 日本       | 中山     | 草1800 |      | 彩虹錦標         | 56   | 松岡正海 | 13   | 15   | 5    | 1:50.3   | 長跑長有         |
| 29/10/2022 | 日本       | 東京     | 草1600 |      | 紅葉錦標         | 56   | 松岡正海 | 10   | 12   | 1    | 1:34.1   | （Aoi Shingo）   |
| 18/12/2022 | 日本       | 中山     | 草1800 | L    | 十二月錦標       | 56   | 松岡正海 | 14   | 16   | 3    | 1:48.6   | Shonan Magma     |
| 07/01/2023 | 日本       | 中山     | 草1600 | L    | 新年錦標         | 57   | 松岡正海 | 1    | 13   | 1    | 1:33.2   | （櫻花永放）     |
| 19/02/2023 | 日本       | 小倉     | 草1800 | GIII | 小倉大賞典       | 57   | 松岡正海 | 12   | 16   | 8    | 1:50.5   | 金榜冠軍         |
| 01/04/2023 | 日本       | 中山     | 草1600 | GIII | 打吡公爵挑戰盃   | 57   | 松岡正海 | 11   | 16   | 5    | 1:33.6   | 工業國度         |
| 17/06/2023 | 日本       | 阪神     | 草1600 | L    | 米子錦標         | 58   | 松岡正海 | 7    | 13   | 4    | 1:32.0   | Meisho Shintake  |
| 23/07/2023 | 日本       | 中京     | 草1600 | GIII | 中京紀念         | 57   | 松岡正海 | 10   | 16   | 4    | 1:33.5   | Selberg          |
| 10/09/2023 | 日本       | 中山     | 草1600 | GIII | 京成盃秋季讓賽   | 57   | 松岡正海 | 10   | 11   | 2    | 1:31.6   | 神志勇進         |
| 28/10/2023 | 日本       | 京都     | 草1400 | GII  | 天鵝錦標         | 57   | 松岡正海 | 3    | 18   | 1    | 1:19.9   | （嬌倩）         |
| 23/12/2023 | 日本       | 阪神     | 草1400 | GII  | 阪神盃           | 58   | 松岡正海 | 17   | 17   | 8    | 1:19.6   | 出奇致勝         |
| 24/02/2024 | 沙特阿拉伯 | 安都拉茲 | 草1351 | GIII | 1351草地短途錦標 | 57   | 松岡正海 | 12   | 13   | 4    | 記錄缺失 | 雁南飛           |
| 09/06/2024 | 日本       | 函館     | 草1200 | GIII | 函館短途錦標     | 59   | 松岡正海 | 10   | 16   | 2    | 1:08.6   | 里見夢境         |
| 28/07/2024 | 日本       | 新潟     | 草1000 | GIII | 夏季短途錦標     | 59   | 松岡正海 | 12   | 18   | 2    | 0:55.4   | 魔族美妙         |
| 29/09/2024 | 日本       | 中山     | 草1200 | GI   | 短途馬錦標       | 58   | 松岡正海 | 16   | 16   | 14   | 1:07.8   | 賢德之君         |
| 21/12/2024 | 日本       | 京都     | 草1400 | GII  | 阪神盃           | 58   | 松岡正海 | 6    | 18   | 17   | 1:21.1   | 奈村佳盈         |
| 01/03/2025 | 日本       | 中山     | 草1200 | GIII | 海洋錦標         | 57   | 橫山武史 | 2    | 15   | 3    | 1:07.5   | 大海女神         |
| 30/03/2025 | 日本       | 中京     | 草1200 | GI   | 高松宮紀念       | 58   | 松岡正海 | 2    | 18   | 16   | 1:09.5   | 里見夢境         |
| 14/06/2025 | 日本       | 函館     | 草1200 | GIII | 函館短途錦標     | 58   | 松岡正海 | 6    | 16   | 11   | 1:07.3   | 牽心絆意         |
| 3/8/2025   | 日本       | 新潟     | 草1000 | GIII | 夏季短途錦標     | 58   | 松岡正海 | 10   | 18   | 3    | 0:53.9   | 純魔法           |

## 血統簡介
父系銀幕英雄爲日本賽駒，生涯戰績不俗，曾勝出一級賽日本盃。祖父草上飛爲美國生產的日本賽駒，生涯戰績優秀，曾勝出朝日盃三歲錦標及寶塚紀念，亦曾連霸有馬紀念。
母系Great Catty為日本賽駒，生涯僅取得兩勝。外祖父Sakura Yutaka O爲日本賽駒，生涯戰績優秀，曾於1986年勝出秋季天皇賞。

### 血統表
| 父線：雷弼圖系（Hail to Reason系）                              |                                  |                |                |
| 種馬 銀幕英雄 2004年（栗色）                                    | 草上飛 1995年（栗色）            | Silver Hawk    | 雷弼圖         |
| 種馬 銀幕英雄 2004年（栗色）                                    | 草上飛 1995年（栗色）            | Silver Hawk    | Gris Vitesse   |
| 種馬 銀幕英雄 2004年（栗色）                                    | 草上飛 1995年（栗色）            | Ameriflora     | 單色           |
| 種馬 銀幕英雄 2004年（栗色）                                    | 草上飛 1995年（栗色）            | Ameriflora     | Graceful Touch |
| 種馬 銀幕英雄 2004年（栗色）                                    | Running Heroine 1993年（深棗色） | 週日寧靜       | Halo           |
| 種馬 銀幕英雄 2004年（栗色）                                    | Running Heroine 1993年（深棗色） | 週日寧靜       | Wishing Well   |
| 種馬 銀幕英雄 2004年（栗色）                                    | Running Heroine 1993年（深棗色） | Dyna Actress   | 北方風味       |
| 種馬 銀幕英雄 2004年（栗色）                                    | Running Heroine 1993年（深棗色） | Dyna Actress   | Model Sport    |
| 繁殖雌馬 Great Catty 1996年（栗色）                             | Sakura Yutaka O 1982年（棗色）   | Tesco Boy      | Princely Gift  |
| 繁殖雌馬 Great Catty 1996年（栗色）                             | Sakura Yutaka O 1982年（棗色）   | Tesco Boy      | Suncourt       |
| 繁殖雌馬 Great Catty 1996年（栗色）                             | Sakura Yutaka O 1982年（棗色）   | Angelica       | Never Beat     |
| 繁殖雌馬 Great Catty 1996年（栗色）                             | Sakura Yutaka O 1982年（棗色）   | Angelica       | Star Highness  |
| 繁殖雌馬 Great Catty 1996年（栗色）                             | Lucy Moon 1988年（棗色）         | Blushing Groom | Red God        |
| 繁殖雌馬 Great Catty 1996年（栗色）                             | Lucy Moon 1988年（棗色）         | Blushing Groom | Runaway Bride  |
| 繁殖雌馬 Great Catty 1996年（栗色）                             | Lucy Moon 1988年（棗色）         | Chic Belle     | 淘金者         |
| 繁殖雌馬 Great Catty 1996年（栗色）                             | Lucy Moon 1988年（棗色）         | Chic Belle     | Sleek Belle    |
| 雌系：號族：9-f                                                 |                                  |                |                |
| 五代內近親交配：Hail to Reason 5×5、北地舞人 5×5、Nasrullah 5×5 |                                  |                |                |

## 命名由來
名字中，Win（ウイン）為馬主Win Co. Ltd.冠名，出自其公司名字，Greaterst（グレイテスト）意思為「最偉大」，香港則結合兩部分，以「極級必勝」作為翻譯。

## 外部連結
- 極級必勝 netkeiba.com
- 血統表